# Типтон (Канзас)
Типтон (енгл. Tipton) град је у америчкој савезној држави Канзас.

## Демографија
По попису из 2010. године број становника је 210, што је 33 (-13,6%) становника мање него 2000. године.
| Група             | 2000.       | 2010.       |
| Белци             | 242 (99,6%) | 206 (98,1%) |
| Афроамериканци    | 0 (0,0%)    | 0 (0,0%)    |
| Азијати           | 0 (0,0%)    | 4 (1,9%)    |
| Хиспаноамериканци | 1 (0,4%)    | 0 (0,0%)    |
| Укупно            | 243         | 210         |